# Live (Poco)
| Recensione              | Giudizio |
| ----------------------- | -------- |
| AllMusic                | [ 2 ]    |
| Dizionario del Pop-Rock | [ 3 ]    |

Live è un album live dei Poco, pubblicato dalla Epic Records nell'aprile del 1976.
L'album si posizionò al numero centosessantanove (17 aprile 1976) della classifica statunitense Billboard 200.

## Tracce
Lato A
1. Medley – 6:10
2. Bad Weather – 3:30 (Paul Cotton)
3. Ride the Country – 7:30 (Paul Cotton)

Lato B
1. Angel – 5:12 (Paul Cotton)
2. High and Dry – 4:17 (Rusty Young)
3. Restrain – 5:04 (Timothy B. Schmit)
4. A Good Feelin' to Know – 4:47 (Richie Furay)

## Formazione
- Paul Cotton - chitarra, voce
- Rusty Young - chitarra, chitarra steel, voce
- Timothy B. Schmit - basso, voce
- George Grantham - batteria

Musicista aggiunto
- Mark Harman - tastiera

Note aggiuntive
- Poco e Mark Harman - produttori
- Registrato dal vivo il 9, 28 e 29 novembre 1974 al: Yale University (New Haven, Connecticut); Fine Arts Center (Milwaukee, Wisconsin); Ambassador Theater (St. Louis, Missouri)
- Mark Harman - ingegnere delle registrazioni
- Stan Zagorski - cover art
- Jim Haskins e Fred von Schenk - fotografie
- Dennis Jones, Llew Llewellyn e Terry Merchant - road help and friends
- Hartmann & Goodman - direzione[7]